# Old Jamestown (Misuri)
Old Jamestown es un lugar designado por el censo ubicado en el condado de San Luis en el estado estadounidense de Misuri. En el Censo de 2010 tenía una población de 19184 habitantes y una densidad poblacional de 495,38 personas por km².

## Geografía
Old Jamestown se encuentra ubicado en las coordenadas 38°50′6″N 90°17′6″O / 38.83500, -90.28500. Según la Oficina del Censo de los Estados Unidos, Old Jamestown tiene una superficie total de 38.73 km², de la cual 38.7 km² corresponden a tierra firme y (0.06%) 0.02 km² es agua.

## Demografía
Según el censo de 2010, había 19184 personas residiendo en Old Jamestown. La densidad de población era de 495,38 hab./km². De los 19184 habitantes, Old Jamestown estaba compuesto por el 41.94% blancos, el 53.7% eran afroamericanos, el 0.14% eran amerindios, el 1.76% eran asiáticos, el 0.06% eran isleños del Pacífico, el 0.57% eran de otras razas y el 1.83% pertenecían a dos o más razas. Del total de la población el 1.43% eran hispanos o latinos de cualquier raza.